# Das Neue Deutschland

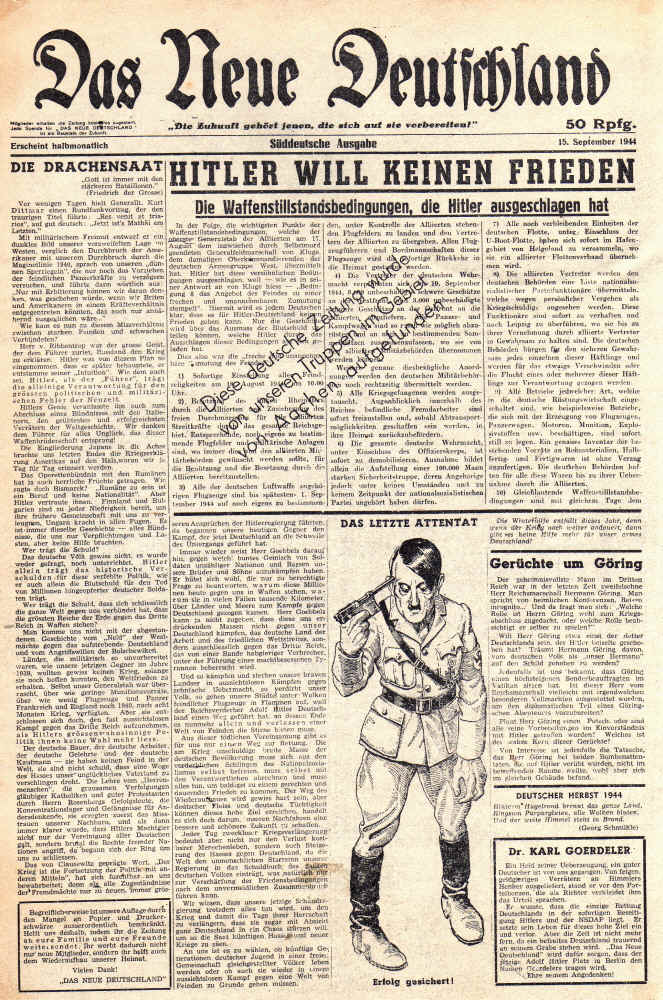
Ausgabe der Zeitschrift Das Neue Deutschland vom 15. September 1944

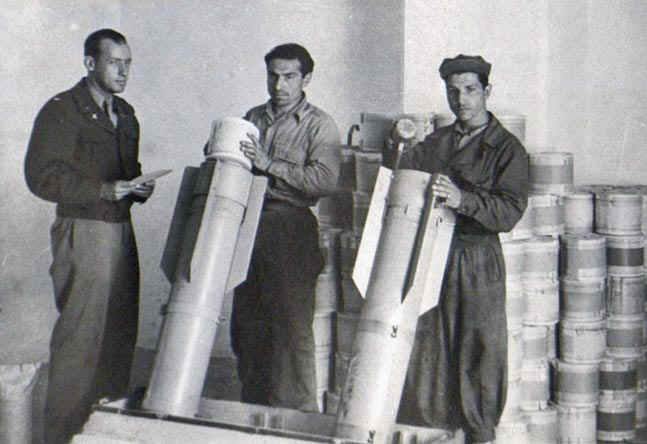
Verpacken von Miniaturausgaben der Zeitschrift durch OSS-Angehörige in „Bomben“ im Rahmen der Operation Pig Iron

Das Neue Deutschland (DND) war eine angebliche Freiheitsbewegung, die die US-Behörde Office of Strategic Services (OSS) im Juni 1944 während des Zweiten Weltkrieges ins Leben rief. Ihr Hauptorgan war eine gleichnamige Zeitschrift, die durch Widerstandskämpfer, ehemalige deutsche Kriegsgefangene, sowie mit Hilfe von Flugzeugen nach Deutschland gebracht wurde. Ziel war es, durch propagandistische Artikel in dieser Zeitschrift den Eindruck zu erwecken, es existiere eine Untergrundbewegung auf dem Machtgebiet des Deutschen Reiches mit der Absicht, das NS-Regime zu stürzen. Bei der redaktionellen Gestaltung wurde darauf geachtet, dass möglichst kein Bezug zu feindlicher Propaganda erkennbar war; es sollte die Vorstellung einer von den Alliierten unabhängigen, innerhalb Deutschlands vorhandenen Opposition vermittelt werden.
Zur Auswahl eines geeigneten Titels für die Zeitschrift ließ die Planungsgruppe über 30 Namensvorschläge prüfen. Keiner davon wurde übernommen: Einige waren bereits in der Weimarer Republik verwendet worden und galten daher als historisch belastet, andere stammten von kleineren lokalen Splittergruppen und erschienen ungeeignet. Da die Zeitschrift die Vorstellung eines neuen Deutschlands nach der NS-Diktatur transportieren sollte, entschied man sich schließlich für einen Namen, der nach damaligem Kenntnisstand bislang nicht verwendet worden war. Es fiel jedoch nicht auf, dass in den 1930er Jahren bereits eine Monatsschrift mit identischem Titel existierte, die der „Nationalsozialistischen Weltanschauung“ gewidmet war.
Die Gesamtauflage der Zeitschrift wird mit 9.514.620 Stück angegeben.
Um aufkommende Zweifel in der Bevölkerung durch ein zu plötzliches Auftreten der Zeitschrift – was möglicherweise auf feindliche Propaganda hingewiesen hätte – zu zerstreuen, wurde eine Vorbereitungsmaßnahme geplant und durchgeführt. Dazu wurden mehrere Flugblätter hergestellt, die den Eindruck vermitteln sollten, es existierten auf deutschem Machtgebiet bereits mehrere kleine Untergrundbewegungen, die nun in einer vereinten, größeren münden würden. Diese Flugblätter erhielten Namen wie Friedensbote oder Unser Kampf und wurden zu je 10.000 Stück vorwiegend im besetzten Frankreich eingeschleust. Von dort aus sickerten sie auf das Gebiet des Deutschen Reiches. So sollte etwa vier Wochen vor dem Auftauchen der Zeitschrift Das Neue Deutschland ein möglichst unauffälliger Weg geebnet werden, um dem Erscheinen der Zeitschrift einen plausiblen Charakter zu verschaffen. Um die angebliche deutsche Oppositionszeitschrift glaubhaft wirken zu lassen, wurden auf der Titelseite der Zeitschriften zusätzliche Texte aufgedruckt, die auf angebliche Zufallsfunde beim Vormarsch alliierter Kräfte hinweisen sollten. So erschien dort beispielsweise der Text: „Bei der Besetzung von Paris fiel diese deutsche Zeitung in die Hände der Alliierten“ (siehe Befreiung von Paris) oder auch „Diese Deutsche Zeitung wurde von unseren Truppen im Gebiet von Aachen aufgefunden“ (siehe Schlacht um Aachen).
Gedruckt und verpackt wurden die ersten 4500 Exemplare der Zeitschrift ab dem 28. Juni 1944 in Algier, Algerien. Weil dort aber keine deutschen Umlaute für die Druckmaschinen erhältlich waren, verzögerte sich der ursprünglich geplante Druckbeginn um 19 Tage. Die fehlenden Typen mussten erst über Washington angefordert werden und erreichten per Luftpost am 22. Juni 1944 Algier. Ab Mitte Juli 1944 wurde die Druckerei nach Rom verlagert.
Unmittelbar nach dem gescheiterten Attentat vom 20. Juli 1944 auf Hitler entschied man sich zum Druck einer Das Neue Deutschland Extra – Ausgabe, die mit 50.000 Stück aufgelegt wurde. Damit sollte möglichst rasch auf die dramatischen Ereignisse reagiert werden, die fast zu einem Putsch in Deutschland geführt hätten. Zur Verbreitung dieser Extra-Ausgabe wurden dabei erfolgreich erstmals Personen in voller Wehrmachtsuniform eingesetzt, die die deutschen Linien infiltrierten. Diese Aktion wurde als „Operation Sauerkraut“ bezeichnet.
Als die Niederlage Deutschlands bereits deutlich absehbar war, wurde Ende Februar 1945 ein sogenanntes Projekt Olive ausgearbeitet. Dazu sollten angebliche Wehrmachtssoldaten zum Hauptquartier von Albert Kesselring am Gardasee vordringen und ihm mitteilen, dass Tausende von Wehrmachtangehörigen der Bewegung Das Neue Deutschland beigetreten seien und sich gegen Hitler gewendet hätten. Kesselring solle nun den Oberbefehl über die Bewegung in Italien übernehmen. Bei der Planung der Aktion war noch nicht bekannt, dass bereits Kapitulationsverhandlungen über General Wolff eingeleitet wurden (siehe Operation Sunrise). Das Projekt Olive wurde daher zurückgestellt und später nicht mehr durchgeführt.
Die Zeitschrift gilt als erfolgreichste US-amerikanische subversive Maßnahme während des Zweiten Weltkriegs gegen das NS-Regime. Ab 1944 wurden zahlreiche Exemplare der Zeitschrift in Berlin, Pilsen, Lübeck, im Rheinland und selbst im KZ Dachau aufgefunden. Bei kriegsgefangenen Soldaten wurden Zeitschriften in den Schuhen oder in Kopfbedeckungen entdeckt. Die große psychologische Bedeutung der Zeitschrift lässt sich auch daran erkennen, dass die deutsche Seite mit zahlreichen Gegenmaßnahmen versuchte, den Schaden zu begrenzen. So ließ Heinrich Himmler in seiner eigenen Propagandazeitschrift mit dem Titel Das Schwarze Korps die Inhalte der Zeitschrift aufs Schärfste widerrufen. Ferner wurde massiv in Radiosendungen (siehe Großdeutscher Rundfunk) und durch Informationsblätter für Wehrmachtsangehörige auf die feindliche Propaganda aufmerksam gemacht. Derartige ausgedehnte Gegenpropaganda erfolgte jedoch aus unbekannten Gründen erst ab Januar 1945, also sechs Monate nach dem ersten Auftauchen des DND. Aus den Mitteilungen für die Truppe, einer wöchentlich herausgegebenen politischen Informationszeitschrift für Wehrmachtsangehörige, geht allerdings hervor, dass der deutschen Seite bereits ab dem 14. August 1944 die Problematik der Zeitschrift bewusst war und dass die Auswirkungen große Sorgen bereiteten.

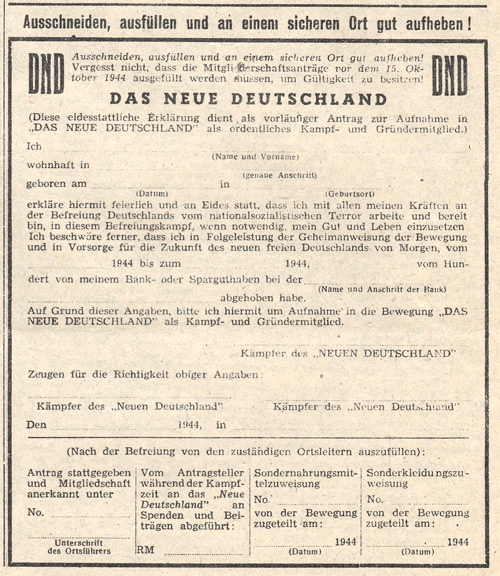
Mitgliedskarte für die Bewegung Das Neue Deutschland

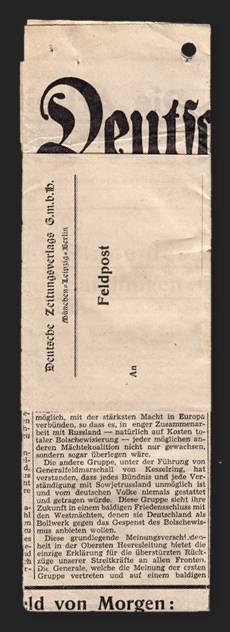
Die Zeitschrift vorbereitet für Postsäcke im Rahmen der Operation Cornflakes

Um der angeblichen Freiheitsbewegung einen Anschub zu geben, wurden ab Herbst 1944 sogenannte Mitgliedskarten in die Zeitschrift eingedruckt, die man ausschneiden, ausfüllen und an einem sicheren Ort aufbewahren sollte. Personen, die zur Aufnahme als Kampf- und Gründermitglied in die Bewegung Das Neue Deutschland bereit waren, sollten sich nach dem Krieg und der daraus folgenden Befreiung erhebliche Vorteile verschaffen können. So wurden spätere Sondernahrungsmittel- und Sonderkleidungszuweisungen in Aussicht gestellt.
Nach dem Ende des Krieges durchgeführte Befragungen von Kriegsgefangenen ergaben, dass die Zeitschrift eine relativ hohe Bekanntheit hatte. Es wird geschätzt, dass 95 von 100 Lesern der Zeitschrift an eine Untergrundorganisation und an den Wahrheitsgehalt der Zeitschrift glaubten. So weigerten sich in der Regel später zahlreiche Besitzer einer DND-Mitgliedskarte, diese an ihre Befrager abzugeben, da sie in Sorge waren, dadurch den Beweis ihrer „Anti-Nazi-Einstellung“ zu verlieren. Typische Kommentare von kriegsgefangenen Soldaten zum Inhalt der Zeitschrift waren zum Beispiel:
- „Die Zeitschrift zerstörte für mich die letzte Möglichkeit, der NS-Propaganda zu glauben“
- „Ich bin der festen Überzeugung, dass der Text der vollen Wahrheit entspricht, da ich genug Nazi-Greueltaten erlebt habe“
- „Ich glaube, dass die Zeitung von katholischen Gruppen in Deutschland verbreitet wurde und nicht von ehemaligen Angehörigen politischer Parteien in Deutschland. Auch wenn der Inhalt der Zeitschrift teilweise der Wahrheit entspricht, halte ich die Präsentation insgesamt nicht für sehr effektiv“
- „Ich war vom DND sehr beeindruckt. Sie gab mir Hoffnung auf ein baldiges Ende des Krieges“
- „Ich war erstaunt darüber, wie gut die Redakteure der Zeitschrift informiert waren. Die Texte entsprachen meist allem, was in der Truppe als Mund-zu-Mund-Propaganda bekannt war“
- „Diese Zeitschrift war meine Waffe im Kampf gegen die Nazis“
- „Nachdem ich ein paar Ausgaben der Zeitschrift gelesen hatte, wollte ich unbedingt Mitglied der Bewegung werden und füllte die Mitgliedskarte aus“

Bedeutende Aktionen zur Verbreitung der Zeitschrift waren zum einen die sehr erfolgreiche Operation Pig Iron, bei der die Zeitschrift im Miniaturformat über deutschem Gebiet per Flugzeug abgeworfen worden ist; zum anderen die Operation Cornflakes, bei der die Zeitschrift in gefälschten Postsäcken verteilt wurde.